# Einar Veede
Einar Veede (* 20. Juli 1966 in Tartu) ist ein estnischer Badmintonspieler. 

## Karriere
Einar Veede ist siebenfacher estnischer Meister im Badminton. Fünf Titel davon gewann er im Herrendoppel und zwei im Mixed.

## Sportliche Erfolge
| Saison | Veranstaltung                  | Disziplin    | Platz | Name                        |
| ------ | ------------------------------ | ------------ | ----- | --------------------------- |
| 1992   | Estland: Einzelmeisterschaften | Herrendoppel | 1     | Einar Veede / Raul Tikk     |
| 1993   | Estland: Einzelmeisterschaften | Herrendoppel | 1     | Raul Tikk / Einar Veede     |
| 1994   | Estland: Einzelmeisterschaften | Herrendoppel | 1     | Raul Tikk / Einar Veede     |
| 1995   | Estland: Einzelmeisterschaften | Herrendoppel | 1     | Raul Tikk / Einar Veede     |
| 1996   | Estland: Einzelmeisterschaften | Mixed        | 1     | Einar Veede / Mare Pedanik  |
| 1996   | Estland: Einzelmeisterschaften | Herrendoppel | 1     | Raul Tikk / Einar Veede     |
| 1997   | Estland: Einzelmeisterschaften | Mixed        | 1     | Einar Veede / Maare Pedanik |

## Referenzen
- http://www.spordiinfo.ee/esbl/biograafia/Einar_Veede

| Personendaten    | Personendaten               |
| ---------------- | --------------------------- |
| NAME             | Veede, Einar                |
| KURZBESCHREIBUNG | estnischer Badmintonspieler |
| GEBURTSDATUM     | 20. Juli 1966               |
| GEBURTSORT       | Tartu                       |